# Golden Globe-díj az év színésznő felfedezettjének
A Golden Globe-díj az év színésznő felfedezettjének a Golden Globe-díj egyik megszűnt kategóriája. A Hollywood Foreign Press Association szervezet adta át 1948 és 1983 között az éves Golden Globe-gáláján.
Elsőként az 5. Golden Globe-gálán adták át, Lois Maxwell színésznő kapta meg That Hagen Girl című 1947-es filmjéért. A díjat többször is átnevezték, 1949-ben, 1951-ben és 1978-ban nem osztották ki. 1954 és 1965 között minden évben több győztest is hirdettek.
A kategória legutolsó győztese Sandahl Bergman volt, aki 1983-ban a 40. Golden Globe-gálán vehette át a kitüntetést, a Conan, a barbár (1982) című film női főszereplőjeként. Az 1984-es díjátadótól kezdve már nem osztották ki a díjat.

## Díjazottak listája

### 1948–1960
| Év   | Díjazott(ak)         | Díjazott(ak)         | Magyar cím                  | Eredeti cím                        |
| ---- | -------------------- | -------------------- | --------------------------- | ---------------------------------- |
| 1948 |                      | Lois Maxwell         |                             | That Hagen Girl                    |
| 1949 | nem adták át a díjat | nem adták át a díjat | nem adták át a díjat        | nem adták át a díjat               |
| 1950 |                      | Mercedes McCambridge | A király összes embere      | All the King's Men                 |
| 1951 | nem adták át a díjat | nem adták át a díjat | nem adták át a díjat        | nem adták át a díjat               |
| 1952 |                      | Pier Angeli          |                             | Teresa                             |
| 1953 |                      | Colette Marchand     | Moulin Rouge                | Moulin Rouge                       |
| 1954 |                      | Pat Crowley          |                             | Forever Female                     |
| 1954 | Money from Home      | Pat Crowley          |                             |                                    |
| 1954 |                      | Bella Darvi          | Szinuhe                     | The Egyptian                       |
| 1954 | Inferno              | Bella Darvi          | Hell and High Water         |                                    |
| 1954 |                      | Barbara Rush         | Földön kívüli jövevények    | It Came from Outer Space           |
| 1955 |                      | Shirley MacLaine     | Bajok Harryvel              | The Trouble with Harry             |
| 1955 |                      | Kim Novak            | A válás                     | Phffft                             |
| 1955 |                      | Karen Sharpe         | A gőgös                     | The High and the Mighty            |
| 1956 |                      | Anita Ekberg         | Véres sikátor               | Blood Alley                        |
| 1956 |                      | Victoria Shaw        |                             | The Eddy Duchin Story              |
| 1956 |                      | Dana Wynter          |                             | The View from Pompey's Head        |
| 1957 |                      | Carroll Baker        | Babuci                      | Baby Doll                          |
| 1957 | Óriás                | Carroll Baker        | Giant                       |                                    |
| 1957 |                      | Jayne Mansfield      |                             | The Girl Can't Help It             |
| 1957 |                      | Natalie Wood         | Haragban a világgal         | Rebel Without a Cause              |
| 1958 |                      | Sandra Dee           | Sziget a napon              | Until They Sail                    |
| 1958 | Carolyn Jones        |                      |                             |                                    |
| 1958 |                      | Diane Varsi          |                             | Peyton Place                       |
| 1959 |                      | Linda Cristal        |                             | The Perfect Furlough               |
| 1959 |                      | Susan Kohner         |                             | The Gene Krupa Story               |
| 1959 |                      | Tina Louise          |                             | God's Little Acre                  |
| 1960 |                      | Angie Dickinson      | Rio Bravo                   | Rio Bravo                          |
| 1960 |                      | Janet Munro          | A kertész és a kis emberkék | Darby O'Gill and the Little People |
| 1960 |                      | Stella Stevens       |                             | Say One for Me                     |
| 1960 |                      | Tuesday Weld         | Anna Frank naplója          | The Diary of Anne Frank            |

### 1961–1970
| Év   | Díjazott(ak) | Díjazott(ak)       | Magyar cím          | Eredeti cím                   |
| ---- | ------------ | ------------------ | ------------------- | ----------------------------- |
| 1961 |              | Nancy Kwan         | Suzie Wong világa   | The World of Suzie Wong       |
| 1961 |              | Hayley Mills       | Pollyanna           | Pollyanna                     |
| 1961 |              | Ina Balin          |                     | From the Terrace              |
| 1962 |              | Ann-Margret        | Egy maroknyi csoda  | Pocketful of Miracles         |
| 1962 |              | Jane Fonda         | Magas történet      | Tall Story                    |
| 1962 |              | Christine Kaufmann | Könyörtelen város   | Town Without Pity             |
| 1963 |              | Patty Duke         | A csodatevő         | The Miracle Worker            |
| 1963 |              | Sue Lyon           | Lolita              | Lolita                        |
| 1963 |              | Rita Tushingham    | Egy csepp méz       | A Taste of Honey              |
| 1964 |              | Ursula Andress     | Dr. No              | Dr. No                        |
| 1964 |              | Tippi Hedren       | Madarak             | The Birds                     |
| 1964 |              | Elke Sommer        | A díj               | The Prize                     |
| 1965 |              | Mary Ann Mobley    |                     | Get Yourself a College Girl   |
| 1965 |              | Mia Farrow         |                     | Guns at Batasi                |
| 1965 |              | Celia Kaye         |                     | Island of the Blue Dolphins   |
| 1966 |              | Elizabeth Hartman  | Fekete-fehér        | A Patch of Blue               |
| 1967 |              | Camilla Sparv      | Agyafúrt kasszafúró | Dead Heat on a Merry-Go-Round |
| 1968 |              | Katharine Ross     | Diploma előtt       | The Graduate                  |
| 1969 |              | Olivia Hussey      | Rómeó és Júlia      | Romeo and Juliet              |
| 1970 |              | Ali MacGraw        |                     | Goodbye, Columbus             |

### 1971–1983
| Év   | Díjazott(ak)         | Díjazott(ak)         | Magyar cím           | Eredeti cím                    |
| ---- | -------------------- | -------------------- | -------------------- | ------------------------------ |
| 1971 |                      | Carrie Snodgress     |                      | Diary of a Mad Housewife       |
| 1972 |                      | Twiggy               | Twiggy, a sztár      | The Boy Friend                 |
| 1973 |                      | Diana Ross           | A Lady bluest énekel | Lady Sings the Blues           |
| 1974 |                      | Tatum O’Neal         | Papírhold            | Paper Moon                     |
| 1975 |                      | Susan Flannery       | Pokoli torony        | The Towering Inferno           |
| 1976 |                      | Marilyn Hassett      |                      | The Other Side of the Mountain |
| 1977 |                      | Jessica Lange        | King Kong            | King Kong                      |
| 1978 | nem adták át a díjat | nem adták át a díjat | nem adták át a díjat | nem adták át a díjat           |
| 1979 |                      | Irene Miracle        | Éjféli expressz      | Midnight Express               |
| 1980 |                      | Bette Midler         | A rózsa              | The Rose                       |
| 1981 |                      | Nastassja Kinski     | Egy tiszta nő        | Tess                           |
| 1982 |                      | Pia Zadora           | Lepke                | Butterfly                      |
| 1983 |                      | Sandahl Bergman      | Conan, a barbár      | Conan the Barbarian            |

## Fordítás
- Ez a szócikk részben vagy egészben  a   Golden Globe Award for New Star of the Year – Actress című angol Wikipédia-szócikk fordításán alapul.  Az eredeti cikk szerkesztőit annak laptörténete sorolja fel. Ez a jelzés csupán a megfogalmazás eredetét és a szerzői jogokat jelzi, nem szolgál a cikkben szereplő információk forrásmegjelöléseként.

## Kapcsolódó szócikk
- Golden Globe-díj az év színész felfedezettjének